# Ungòliant
En l'univers fictici de J.R.R. Tolkien, Na Ungòliant és un esperit malèfic en forma d'aranya gegant que habità Arda durant la Primera Edat. Apareix al relat del Quenta Silmaríl·lion, inclòs al llibre d'El Silmaríl·lion. Té un paper destacat en la història de la Terra Mitjana per haver ajudat Mélkor a matar els Dos Arbres de Vàlinor.

## Biografia
Ungòliant és representada com a aranya monstruosa que absorbeix llum i teixeix tenebroses teranyines que l'envolten en una aura de foscor. Vivia a la terra d'Avathar, al sud de la badia d'Èldamar, però s'anà acostant al Reialme Benaventurat afamada de la seva llum.
Mélkor va prometre-li les lluminoses joies dels nóldor a canvi que l'ajudés a destruir els dos arbres, Telpérion i Làurelin. Aprofitant una gran festa organitzada per Manwë en lloança de L'Eru i embolcallats per la foscor de les xarxes de l'aranya, Mélkor i Ungòliant van arribar a la plana d'Ezellohar on es trobaven els Arbres i Mélkor els travessà amb la seva llança De la profunda ferida en rajà la saba, que va xuclar Ungòliant fins a assecar-los i apagar la seva llum. El verí de l'antanya va penetrar a tots els teixits dels arbres fins que moriren. D'aquesta manera torna la nit a Vàlinor.
Escapant dels vàlar va fugir amb Mélkor cap a la fortalesa d'Àngband a través del Helcaraxë, i quan es trobaven a Làmmoth va reclamar-li la recompensa que el senyor Fosc li havia promés. Mélkor li va donar moltes de les joies que havia robat als nóldor perquè l'aranya les devorés, però va renunciar a donar-li els preuats Silmarils. L'aranya, que havia adquirit un gran poder després de xuclar la llum dels arbres, es va enfrontar a Mélkor però els bàlrogs d'Àngband van arribar per defensar el seu amo i van aconseguir fer fugir l'aranya a la vall de les Èred Gòrgoroth
Allí hi romangué durant la Primera Edat i hi tingué descendència. Les grans aranyes de la Tercera Edat que apareixen a El Senyor dels Anells (incloent-hi l'Arranyera i les aranyes que van capturar la companyia de Thorin al Bosc Llobregós, eren descendents d'Ungòliant.
El seu destí final no és clar, però sembla que poc abans de la Guerra de la Còlera i la fi de la Primera Edat hauria anat cap al sud oblidat del món i allà, afamada com mai, s'hauria acabat devorant a ella mateixa.

## Naturalesa
L'origen d'Ungòliant no es determina en els escrits de Tolkien i existeixen disputes al seu voltant. Segons una tesi podria ser un dels maiar creats per l'Ilúvatar, un dels primers a ser corromput per Mélkor. Ungòliant, però, no és inclosa al relat d'Ainülindale on es llisten la pràctica totalitat dels ainur coneguts. També existeix la teoria de què hauria descendit dels cels d'Arda d'abans de la creació, i que seria l'encarnació de la foscor o de la buidor.

## Onomàstica
El seu nom, pronunciat [uŋˈgɔ.li.ant], és l'adaptació al sindarin del nom quenya ungwë liantë: "aranya fosca". El seu nom en llengua sindarin, menys utilitzat, és Delduthling: "aranya fosca del terror". També és anomenada "teixidora de les tenebres": Wirilomë en quenya i gwerlum en sindarin.
L'arrel Úngol (Aranya) del que deriva el seu nom també es troba a Círith Úngol, la residència de l'Arranyera a El Senyor dels Anells